# Cleome mullendersii
Cleome mullendersii är en paradisblomsterväxtart som beskrevs av Ernst Wilczek. Cleome mullendersii ingår i släktet paradisblomstersläktet, och familjen paradisblomsterväxter. Inga underarter finns listade i Catalogue of Life.